# Cap (part d'un instrument musical)

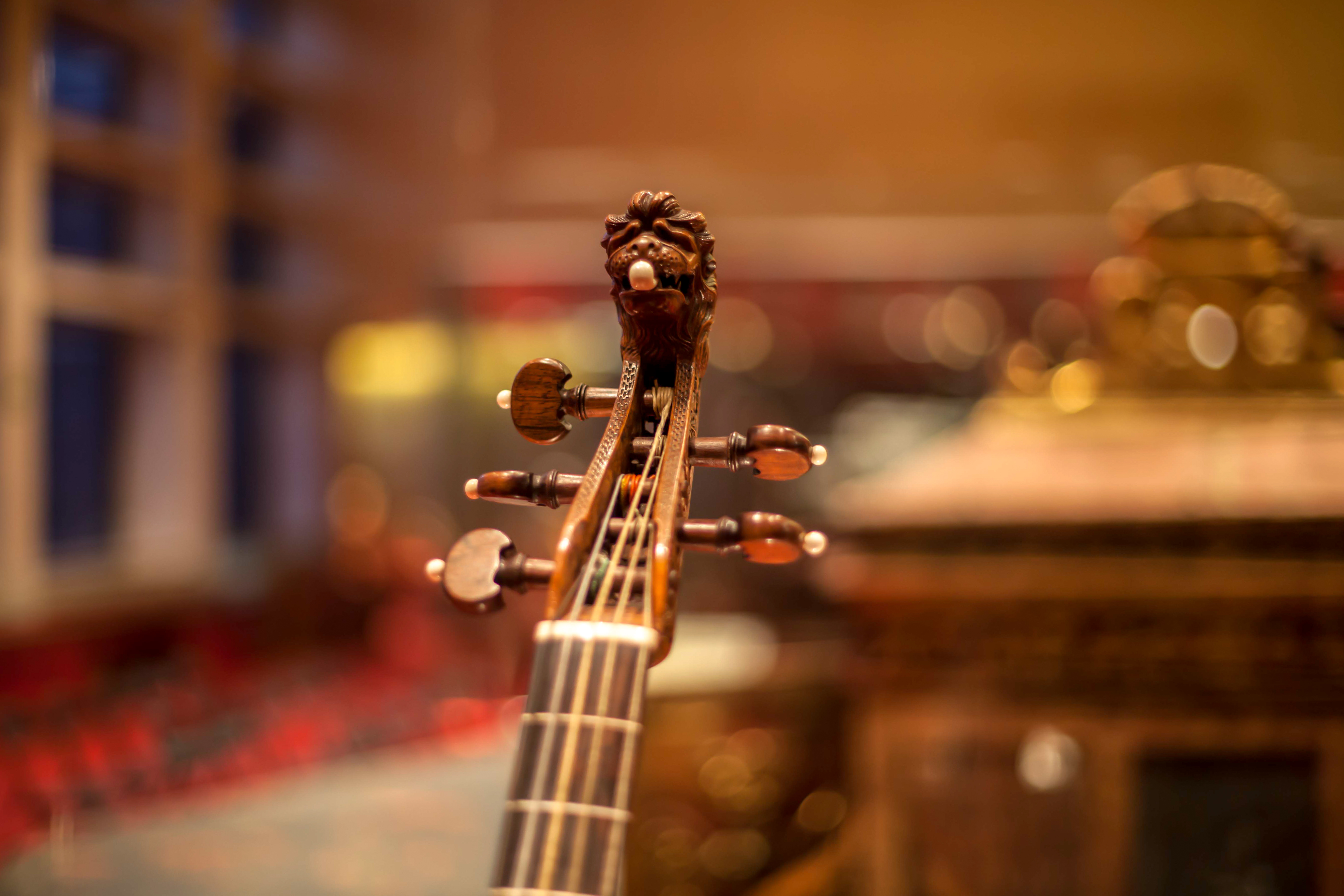
Detall del cap d'una viola d'arc baixa de Joachim Tielke, al Museu de la Música de Barcelona

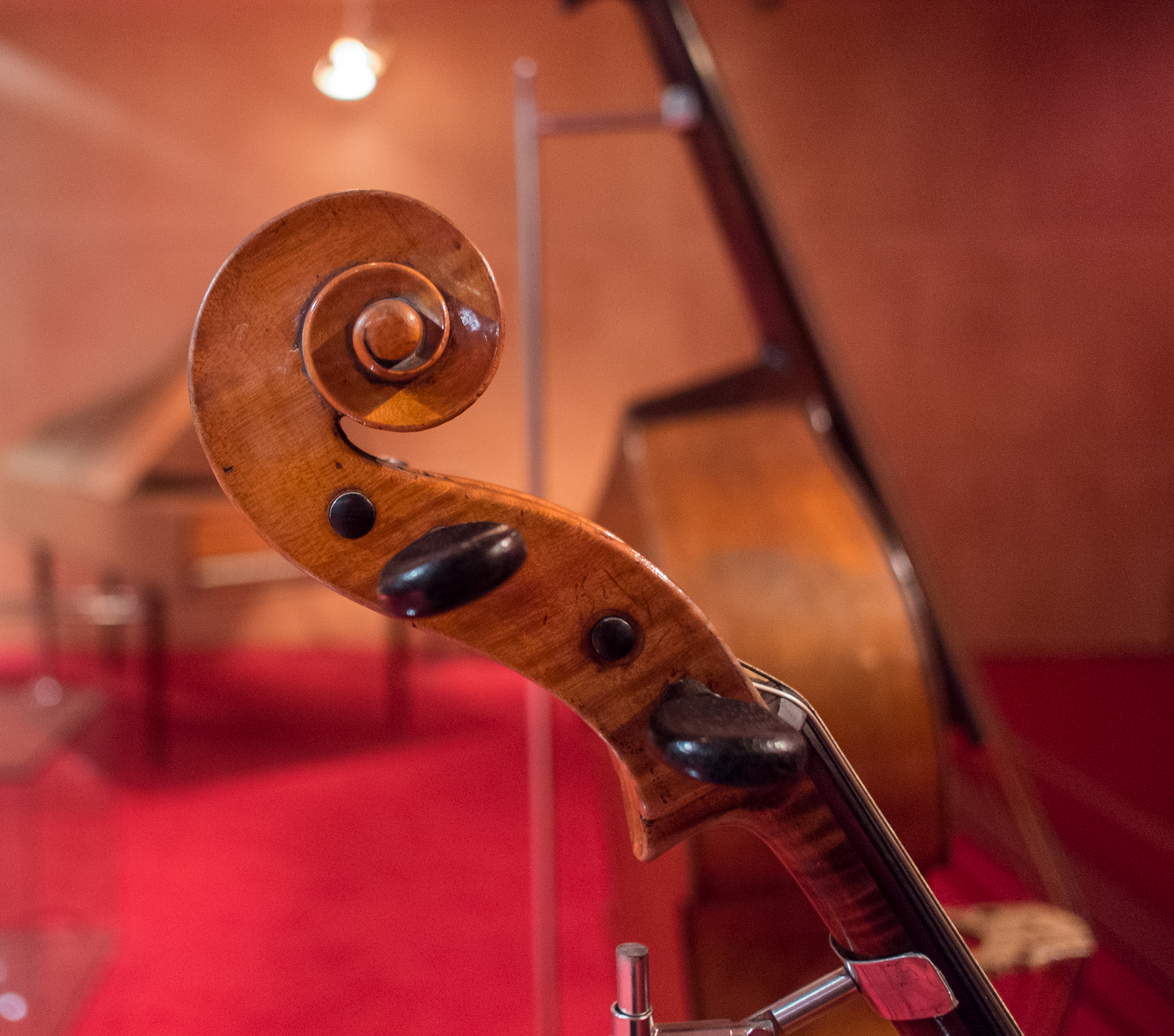
Detall de cap de violoncel amb forma de voluta

Als instruments de la tipologia dels cordòfons, especialment en els d'arc, el cap és l'extrem superior del mànec i la part més allunyada de la caixa de ressonància, on es troba normalment el claviller. El cap pot tenir elements de decoració com volutes, talles de fusta o d'ivori amb caps humans o d'animals. Entre el cap i el diapasó (també dit batedor) hi trobem la celleta, on reposen les cordes abans de fixar-se en les clavilles. La forma del cap pot ajudar a diferenciar molts instruments. N'és un exemple clar la voluta de la família del violí, la forma de falç en instruments medievals o la forma plana a les guitarres.
Els aeròfons també tenen cap, també dit capçal, on se solen situar els mecanismes que generen el so, com l'embocadura, el bisell, les canyes i els broquets. En els instruments fets en diverses seccions, aquesta part (encaixada amb una junta extensible que permet variar l'afinació absoluta de l'instrument, tot allargant o escurçant el tub, es pot separar fàcilment del cos. La forma en sol ser condicionada pel tipus de generador de so acoblat.

## Cap amb claviller mecànic
Alguns caps contenen dispositius mecànics que permeten mantenir l'afinació de les cordes (en anglès s'anomenen machine head). Els trobem habitualment en instruments com la família del violí, les guitarres, arpes i altres instruments de corda pinçada, tot i que a principi del segle xix (i fins a l'actualitat en diversos instruments), molts d'aquests instruments eren afinats amb clavilles sense ajuda mecànica.
L'origen dels primers mètodes per a mantenir l'afinació dels instruments el trobem als segles xvii i xviii a les trompetes marines. Un trinquet, de vegades acompanyat d'un torniquet o clavilla de fusta, s'utilitzava per evitar que la corda llisqués i es desafinés. Michael Praetorius, el 1618, ja fa referència a unes clavilles de ferro que es feien servir a la part superior de violes d'arc baixes i violons: «Les clavilles tenen osques, de manera que la seva posició és controlada per un engranatge com el del moviment controlat d'un rellotge». És evident que l'ús de clavilles de fusta en instruments grans amb cordes gruixudes no era idoni per al control de l'afinació, cosa que va obligar a dissenyar millores. A l'Historisches Museum, de Basilea, es conserva un trinquet dels inicis en un contrabaix, però molts instruments antics s'han modernitzat o restaurat i és molt difícil establir l'època real en què s'aplicaven els dissenys. A mitjan del segle xix van aparèixer diverses patents de dissenys de mecanisme de cargol (de Joseph Wallis o M.H. Collins), els engranatges helicoidals esdevingueren comuns i s'aplicaven també a violins i violoncels. Ja foren introduïts el 1770 amb un nou enginy de Carl Ludwig Bachmann. Un mecanisme d'ajust per a la guitarra anglesa va ser patentat per J.N. Preston a Londres a mitjan segle xviii.